# Dree Low
Salah Abdi Abdulle, känd som Dree Low, född 17 september 1994 i Österhaninge församling, Stockholms län, är en svensk före detta rappare och låtskrivare.

## Uppväxt
Dree Low föddes i Österhaninge, men växte upp och är bosatt i Husby i västra Stockholm. Han har somalisk bakgrund.

## Musikkarriär
Dree Low började att rappa runt 2011 när han tillsammans med bland annat barndomsvännerna Blizzy och Keya startade gruppen Krabban, som släppte musik i flera år framåt på YouTube. Under tiden som Dree rappade i Krabban fanns det dock inga planer på att satsa vidare på musiken.
Dree Lows debutalbum No hasta mañana släpptes i oktober 2018 och uppföljaren No hasta mañana 2 i april året därpå. I samband med No hasta mañana 2 grundade Dree Low skivbolaget Top Class Music Europe AB och värvade rapparna P.J (under sin tidiga karriär stiliserat P) från Husby, D.RS från Spånga och Marti från Märsta, som Dree Low tog under sina vingar efter sin medverkan i Red Bulls Nästa Nivå 2020 där han var domare.
Det stora genombrottet för Dree Low kom med albumet Flawless, som i september 2019 gick in på albumlistans första plats, en plats albumet hade i totalt åtta veckor. Det mest spelade spåret, "Pippi", låg på Sverigetopplistan i totalt 107 veckor och var i november 2023 den 21:a mest spelade svenska låten någonsin på Spotify. Uppföljaren Flawless 2 som släpptes mars 2020 nådde även den en förstaplats på den svenska albumlistan.
År 2019 var Dree Low Sveriges näst mest framgångsrika låtskrivare, endast Einár nådde större framgång. Musikförläggarna beräknar placeringen baserat på antal låtar och placering på topplistan. Han har skrivit låtar åt bland andra Einár, 1.Cuz och Jireel.
Vid Grammisgalan 2020 nominerades Dree Low till Årets hiphop. Vid P3 Guld-galan 2020 utsågs Dree Low till Framtidens artist och vann kategorin Årets hiphop/r’n’b. År 2020 var han Sveriges mest strömmade artist på Spotify och år 2021 var han den tredje mest strömmade.

## Slutet på musikkarriären
Den 16 januari 2022 meddelade Dree Low att han lade ner sin musikkarriär för att "fokusera på det som är bättre". I samband med detta plockade han även bort majoriteten av sin musik från digitala plattformar som Spotify och YouTube.
I oktober 2023 grundade Abdulle välgörenhetsorganisationen Dree Low Foundation, där deras första mål var att samla in pengar till barnen i Gaza efter den upptrappade konflikten mellan Israel och Palestina.

## Kriminella handlingar och gängmedlemskap
Den 22 september 2021 greps Abdulle på Arlanda, misstänkt för rån och häktades sedan efter att i augusti rånat en närbutik i Akalla på snus, godis och cigaretter för drygt 5000 kronor, samt hotat butiksägaren. Han och två andra män dömdes den 1 november 2021 till ett års fängelse i Solna tingsrätt. Den 6 april 2022 åtalades Abdulle för grovt vapenbrott. I november samma år dömde hovrätten honom till ett års fängelse, ett straff som han senare överklagade.
Abdulle har även dömts för brott som ringa narkotikabrott och olovlig körning och har enligt polisen haft en "drivande" roll "på flera nivåer" i det kriminella nätverket Husbys Hyenor.

## Utmärkelser
- 2020 - P3 Guld för framtidens artist, för sin samlade produktion.[22]

## Diskografi

### Studioalbum
| Årtal | Album                 | Sverige |
| ----- | --------------------- | ------- |
| 2017  | Jet som i France (EP) | –       |
| 2018  | No hasta mañana       | 16      |
| 2019  | No hasta mañana 2     | 2       |
| 2019  | Flawless              | 1       |
| 2020  | Flawless 2            | 1       |
| 2020  | Tunnelseende (EP)     | 3       |
| 2021  | Priceless             | 1       |